# 東京 1/3650
『東京 1/3650』（とうきょう・サンゼンロッピャクゴジュウブンノイチ）は、日本の歌手・南條愛乃が2015年7月22日にNBCユニバーサル・エンターテイメントジャパンから発売した1枚目のオリジナルアルバム。

## 内容
前作『カタルモア』から約2年7ヶ月ぶりのアルバム作品にして、初のオリジナルアルバム。
南條の声優デビュー10周年を記念して制作され、今作のテーマ及びタイトルは、上京してからの3650日の中の東京でのある1日を意味している。既発シングルの表題曲を除く全楽曲の作詞を南條が手掛けている。
ディスクジャケットは渋谷スクランブル交差点で撮影された。なお、このジャケット撮影で使用された衣装は全て南條の私服である。
Blu-ray3枚組の初回限定盤とDVD3枚組の初回限定盤、通常盤の3形態で発売された。各初回限定盤に同梱されているBlu-rayとDVDには、DISC1に2014年7月11日に開催されたバースデーイベント『南條愛乃 Birthday Eve acoustic live event』のライブ映像が、DISC2とDISC3にはニコニコ生放送『電人☆ゲッチャ!』内のコーナー「南條一間」の全29回分が収録されているが収録されている。また、32ページからなる特製ブックレットが付属されているほか、全盤共通の初回生産分特典としてワンマンライブ『Yoshino Nanjo 1st LIVE TOKYO 1/3650 ミンナとつながる365日×???』のCD購入者対象のシリアル番号付き先行応募券が封入された。

## 収録曲
1. 夜、静かな夢 [2:51]
作詞：南條愛乃
作曲・編曲：戸田章世
2. believe in myself [3:54]
作詞：南條愛乃
作曲・編曲：増谷賢
編曲補：戸田章世
3. 黄昏のスタアライト [4:04]
作詞：桑島由一
作曲・編曲：藤間仁
3rdシングルの表題曲。
4. Precious time [4:21]
作詞：南條愛乃
作曲：rino
編曲：長田直之
1stシングルのカップリング曲。
5. 7月25日 [5:58]
作詞：南條愛乃
作曲・編曲：戸田章世
6. あなたの愛した世界 [3:46]
作詞：桑島由一
作曲・編曲：藤間仁
2ndシングルの表題曲。
7. Dear × Dear [3:49]
作詞：南條愛乃
作曲：yozuca*
編曲：長田直之
2ndシングルのカップリング曲。
8. 君が笑む夕暮れ [5:22]
作詞：KOTOKO
作曲・編曲：井内舞子
1stシングルの表題曲。
9. Recording. [5:20]
作詞：南條愛乃
作曲・編曲：井内舞子
10. だいすき [5:12]
作詞：南條愛乃
作曲：yozuca*
編曲：lotta
11. きみを探しに [3:42]
作詞：桑島由一
作曲・編曲：藤間仁
4thシングルの表題曲。
12. だから、ありがとう [3:59]
作詞：南條愛乃
作曲・編曲：しほり
13. +1day [5:18]
作詞：南條愛乃
作曲・編曲：増谷賢

## 参加ミュージシャン
- 南條愛乃：Vocal (全曲)

Additional Musician
- lotta：Guitar (#2,7,13)、All Instruments (#10)
- 藤間仁：Guitar (#3,11)、All Other Instruments & Programming (#3,6,11)
- 東タカゴー：Guitar (#4)
- 嘉多山信：Guitar (#5)
- 加納望：Guitar (#6)
- 井上裕治：Guitar (#9)
- 太田貴之：Acoustic Guitar & Electric Guitar (#8)
- 黒須克彦：Bass (#2)
- 須長和広：Bass (#6)
- 田辺トシノ：Bass (#7,9)
- 増谷賢：Bass (#13),Other Instruments (#2,13)
- 戸田章世：Piano、Other Instruments (#1,5)
- 長田直之：Piano (#7)、Other Instruments (#4,7)
- しほり：Piano (#12)
- 河野丈洋：Drums (#9)
- 室屋光一郎：Violins (#6)
- 門脇大輔：Violins (#11)
- 梶谷裕子ストリングス：Strings (#1)
- 井内舞子：All Other Instruments & Programming (#8)、Other Instruments (#9)

## タイアップ
- 独立放送局アニメ『グリザイアの楽園』カプリスの繭編エンディングテーマ (#3)
- 独立放送局アニメ『グリザイアの果実』エンディングテーマ (#6)
- 独立放送局・テレビ愛知系アニメ『東京レイヴンズ』前期エンディングテーマ (#8)
- 独立放送局アニメ『グリザイアの楽園』ブランエールの種編エンディングテーマ (#11)